# Manœuvre d'Adson

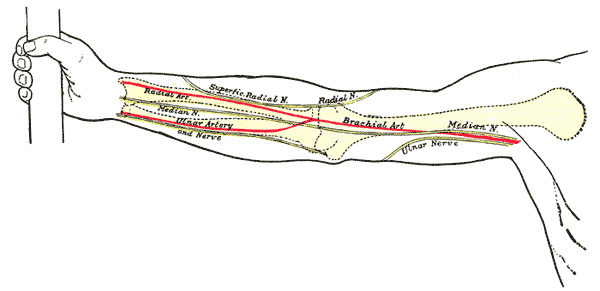
Avant du membre supérieur droit.

La manœuvre d'Adson est un test clinique permettant la détection d'une compression vasculaire dans le cadre du syndrome du défilé thoracique (thoracic outlet syndrome ou TOS) ou du syndrome de la côte cervicale. Il s'agit le plus souvent d'une compression de l'artère sous-clavière entre la première côte et la clavicule ou entre les muscles scalènes antérieur et moyen.
Le test consiste en une rotation de la tête du côté examiné, le menton relevé, bras examiné en rotation externe et abduction, accompagné d'une inspiration profonde. Le test est positif si le pouls radial disparaît du côté atteint.